# Catalangate
Catalangate es el nombre dado a un caso de espionaje, perpetrado principalmente con el programa espía Pegasus de la empresa NSO Group, contra el movimiento independentista catalán, que ha incluido los cuatro presidentes de la Generalidad de Cataluña desde el 2010, dos presidentes del Parlament de Catalunya y otros cargos electos, incluidos europarlamentarios, además de activistas, abogados, desarrolladores informáticos y, en algunos casos, sus familiares. En el informe que Citizen Lab publicó el 22 de marzo de 2022, se identificaban hasta 65 víctimas, consumadas o intentadas, cifra más alta que cualquier otro de los casos que el laboratorio había estudiado previamente, superando los de Al Jazeera (36 víctimas) y El Salvador (35 víctimas). Los investigadores del laboratorio, con dos décadas de experiencia en el análisis de amenazas digitales a la sociedad civil, establecieron un "nexo sólido" entre el espionaje a los independentistas catalanes y el estado español, el cual, sostienen, ya era usuario de Pegasus al menos desde el 2015. Los servicios de inteligencia del estado Español admitieron en una comisión de secretos oficiales del Congreso haber espiado, con autorización judicial, 18 cargos y líderes independentistas sin aclarar si se usó el programa Pegasus. El caso provocó la destitución de la directora del CNI Paz Esteban.
El término «Catalangate» (que remite al caso Watergate ) se origina en el título que llevaba el informe en cuestión difundido ampliamente el mismo día por el semanario The New Yorker que publicaba en la portada un extenso reportaje titulado How democracies spy on their citizens («Como las democracias espían a sus ciudadanos»), firmado por el periodista de investigación Ronan Farrow, del que el caso catalán ocupaba una séptima parte.

## Acontecimientos
El caso fue investigado y publicado por Citizen Lab, un laboratorio interdisciplinario canadiense, con sede en la Munk School of Global Affairs de la Universidad de Toronto, orientado a la investigación, desarrollo, políticas estratégicas y compromiso legal de alto nivel, en la confluencia de las tecnologías de la información y la comunicación, los derechos humanos y la seguridad global.
El grueso de esta investigación se inició cuando el eurodiputado de Esquerra Republicana de Catalunya (ERC), Jordi Solé, unas semanas antes de que sustituyera a Oriol Junqueras como miembro del Parlamento Europeo en junio del 2020, sospechó que estaba siendo víctima de espionaje a través del teléfono móvil y contactó con el investigador de seguridad Elies Campo, colaborador de Citizen Lab.
Previamente, en 2019, Citizen Lab estuvo trabajando en un caso de infecciones producidas con Pegasus aprovechando un error de seguridad de WhatsApp que permitió, entre abril y mayo de 2019, intentar introducir el programa espía en, al menos, 1.400 terminales. Entre las personas que fueron alertadas del problema estaba el Presidente del Parlamento, Roger Torrent, que fue el primero en aparecer en los medios cuando El País y The Guardian publicaron, en julio de 2020, sus pesquisas sobre el asunto. En el mismo proceso se vieron implicados los políticos Ernest Maragall, Anna Gabriel — residía en Suiza— — el activista miembro de la Asamblea Nacional Catalana (ANC) Jordi Domingo, y Sergi Miquel Rodríguez, miembro del equipo de Carlos Puigdemont .
La colaboración entre las posibles víctimas y Citizen Lab ayudó a identificar al menos a 65 personas atacadas o infectadas con el software espía, 63 de ellas con Pegasus y 4 con Candiru, si bien dos víctimas recibieron ataques de ambos. La cifra real podría ser superior ya que las herramientas de Citizen Lab están más desarrolladas para sistemas iOS y en el Estado español predomina Android (un 80% del total en 2021). Una selección de los casos fue analizada, también, por el Tech Lab de Amnistía Internacional y los resultados validaron de forma independiente la metodología forense utilizada. Prácticamente todos los incidentes corresponden al período entre 2017 y 2020, si bien Jordi Sánchez sufrió un intento de infección mediante un SMS en 2015. En algunos casos y como ocurre a menudo, el ataque se produjo por persona interpuesta, infectando, o intentándolo, el terminal de familiares o gente cercana al objetivo a espiar.
Una peculiaridad de este caso para Citizen Lab fue descubrir una nueva vulnerabilidad de clic cero de iOS, a la que denominaron HOMAGE, que no se había visto anteriormente utilizada por NSO Group y que era efectiva contra algunas versiones anteriores a la 13.2.
En sus conclusiones, Citizen Lab afirma que «mientras en este momento no atribuimos la operación a una entidad específica del gobierno, las evidencias circunstanciales muestran una fuerte vinculación con el gobierno español, especialmente teniendo en cuenta la naturaleza de las personas atacadas, momentos en los que se produjeron y el hecho de que España consta como cliente de NSO Group».
Según publicó el diario El País el 26 de abril de 2022 citando fuentes del servicio de inteligencia español, el CNI admitió haber utilizado el programa Pegasus para espiar a dirigentes independentistas, pero subrayó que lo hizo siempre con autorización judicial y de forma individualizada. Además, aseguraron que muchas de las personas de los sesenta que figuraban en la lista que destapó la investigación de Citizen Lab, nunca fueron espiadas por el centro. El programa Pegasus fue adquirido a mediados de la década anterior por un valor de seis millones de euros para espiar cargos públicos independentistas, pero no aclararon si se incluía a los últimos cuatro presidentes de la Generalidad, como aseguraba la investigación de Citizen Lab. Las infecciones para espiar, sin embargo, se hicieron sólo en teléfonos móviles particulares, no los aparatos institucionales facilitados a diputados del Congreso de Diputados, y que este espionaje se hizo para contactar con «grupos de carácter violento, como los Comités de Defensa de la República ». En la lista de espiados estaba uno de los acompañantes de Carles Puigdemont en Alemania en marzo del 2018, en el momento de su detención, lo que permitió al CNI seguir su vehículo. El CNI nunca pidió permiso judicial para espiar independentistas de forma masiva, y según "uno de los jueces del CNI", nunca se hicieron solicitudes para más de tres o cuatro personas a la vez. La directora del CNI, Paz Esteban, admitió en la Comisión de Secretos Oficiales del Congreso de Diputados, que se espiaron cargos y líderes independentistas, pero sólo 18 de los 67 nombres que apuntaba el informe de Citizen Lab, y además, mostró pruebas de que se había realizado con la autorización del Tribunal Supremo.

### ¿El Moncloagate?
Al margen del espionaje a personas relacionadas con el independentismo catalán, algunas de ellas del País Vasco, el 2 de mayo de 2022, el ministro de la Presidencia español, Félix Bolaños, anunció que los móviles de Pedro Sánchez y Margarita Robles también habían sido espiados con Pegasus.  Que se habían detectado dos intervenciones en el teléfono del presidente del gobierno español en mayo del año 2021 y una en el dispositivo de la ministra de Defensa en junio, también del 2021. La Moncloa lo puso en conocimiento de la Audiencia Nacional, en el juzgado de instrucción número 4, ante la seguridad de que "se extrajo determinado volumen de datos", en concreto 2,6 gigas de información del móvil de Pedro Sánchez en la primera intrusión y 130 megas en la segunda. En el caso de la ministra Robles, se extrajeron 9 megas de su móvil. El momento en el que se hizo público este espionaje, y los hechos en curso al materializarse, levantaron numerosas suspicacias. El 5 de mayo, se informó que el móvil del entonces ministro del interior español, Fernando Grande-Marlaska, también había sido espiado.

## Consecuencias inmediatas
El mismo 18 de abril de 2022, apareció el usuario de Twitter @Catalangate, identificado en la bio del perfil como «Cuenta oficial de las víctimas del #Catalangate, el caso de ciberespionaje de estado mayor jamás descubierto 📲 Nos están vigilando: ¡síguenos y destapemos!», como la adaptación correspondiente del usuario que Òmnium Cultural inició en el año 2012, asociado a sus sucesivas campañas, en este caso «Catalangate. Nos están vigilando» para denunciar el caso en Europa y emprender acciones contra el Estado y contra la empresa NSO.
Al día siguiente, 19 de abril, Carles Puigdemont y Oriol Junqueras comparecieron en la Eurocámara para denunciar el espionaje realizado a unos sesenta dirigentes independentistas, intervención a la que se sumaron la Candidatura de Unidad Popular, la Asamblea Nacional Catalana y Òmnium Cultural. También participó John-Scott Railton, de Citizen Lab, que detalló una «evidencia circunstancial»: que agencias vinculadas a la estructura del Estado español habrían utilizado a Pegasus y Candiru para infiltrarse en los teléfonos móviles de las víctimas con fines políticas. En marzo anterior, la Eurocámara había aprobado la creación de una comisión de investigación llamada «Committee a investigar el uso de Pegasus surveillance spyware» sobre el supuesto uso del software espía de vigilancia Pegasus contra periodistas, políticos, agentes de seguridad, diplomáticos, abogados, empresarios, actores de la sociedad civil y otros ciudadanos en, entre otros países, Hungría y Polonia, y si ese uso había infringido la legislación de la Unión Europea y los derechos fundamentales. La primera reunión fue, precisamente, el mismo día 19.
El 27 de abril de 2022, la ministra de defensa Margarita Robles, justificó el espionaje argumentando, en esencia, que en Cataluña se «vulneró» la Constitución cuando en 2017 «alguien» declaró la independencia, y que hubo dirigentes del proceso que, presuntamente, tuvieron vínculos con Rusia. Además, remarcó que en momentos claves del pleito independentista se habían producido desórdenes públicos y cortes de carretera. Aunque el propio gobierno español también fue espiado, la propuesta de una comisión de investigación en el Congreso de los Diputados sería rechazada gracias a los votos de PSOE, PP, VOX y Ciudadanos, que reenviaron el caso a la Comisión de Secretos Oficiales para esclarecer lo ocurrido.
El 10 de mayo de 2022 Paz Esteban, directora del CNI, fue destituida por el espionaje con Pegasus a destacados soberanistas catalanes y también a miembros del gobierno español. La propia Paz Esteban había comparecido ante la comisión de secretos oficiales del Congreso para dar explicaciones sobre los espionajes.

## Posicionamientos de organismos internacionales
- 8 de noviembre de 2022: El primer borrador del informe de la ponente del Informe Pegasus de la Eurocámara questiona los motivos de España para utilizar el programa de espionaje Pegasus contra los catalanes independentistas. Recomienda aclarar como se vio afectada la seguridad nacional. Contrasta la lentitud de los juzgados en Cataluña para tramitar el caso, con la rapidez de los juzgados de Madrid al trabajar en el supuesto caso de espionaje al presidente del Gobierno.[22]
- Enero del 2023: Human Rights Watch en su informe sobre el 2022, recoge, en el capítulo sobre España, la vulneración de los derechos humanos de las personas con teléfonos infectados y recoge las dudas de los expertos en ciberseguridad y derechos humanos las medidas adoptadas por el Gobierno.[23]
- El 24 de enero del 2023: El comité del Parlamento Europeo que investiga el uso del programa de espionage [Pegasus|Pegasus (spyware)] en la Unión Europea, decidió enviar una misión a España en los días 20 y 21 de marzo del 2023.
- 2 de febrero del 2023: Tres expertos de la ONU emitieron un comunicado en que pidieron a las autoridades españolas investigar a fondo la presunta utilización de los programas espía Pegasus y Candiru “para atacar a figuras públicas y activistas catalanes en España.[24]
- 15 de febrero del 2023: La Comisión Europea manifestó que la simple referencia a la seguridad nacional, argumento defendido por España para efectuar el espionaje, no puede justificar la no aplicación del derecho de la Unión Europea.
- 11 de octubre del 2023: El Consejo de Europa aprueba el informe [25] que insta a España a abrir una investigación inmediata sobre el caso, haga llegar al Consejo la información relevante en el plazo de tres meses y que las víctimas sean reparadas.[26]

## Lista de víctimas
Salvo cuatro personas que pidieron mantener el anonimato, ésta es la lista de víctimas del caso de espionaje Catalangate:
- Alba Bosch (activista)
- Albano-Dante Fachín (periodista y exdiputado del Parlament de Catalunya Sí que es Pot)
- Albert Batet (presidente del grupo parlamentario de Junts)
- Albert Botran (diputada de la CUP en el Congreso)
- Andreu Van den Eynde (abogado de Junqueras, Torrent, Romeva y Maragall)
- Anna Gabriel (exdiputada de la CUP en el Parlament)
- Antoni Comín (eurodiputado de Junts)
- Arià Bayé (miembro de la ANC)
- Arnaldo Otegi (secretario general de EH Bildu)
- Artur Mas (presidente de la Generalidad 2010-2015)
- Carles Riera (diputado de la CUP en el Parlament)
- David Bonvehí (presidente del PDeCAT)
- David Fernández (exdiputado de la CUP en el Parlament)
- David Madí (exsecretario de Comunicación de CDC)
- Diana Riba (eurodiputada de ERC)
- Dolors Mas (empresária, pareja de Joan Matamala)[28]
- Elías Campo (doctor, padre de Elies Campo Cid)[29]
- Elena Jimenez (adbogada y miembro de Òmnium Cultural)
- Elies Campo i Cid (exdirectivo de Telegram y WhatsApp)[29]
- Elisenda Paluzie (presidenta de la ANC)
- Elsa Artadi (diputada de Junts per Catalunya)
- Ernest Maragall (presidente del grupo de ERC en el Ajuntament de Barcelona)
- Ferran Bel (diputado en el Congrés por PDeCAT)
- Gonzalo Boye (abogado de Puigdemont, Torra y Comín)
- Jaume Alonso-Cuevillas (abogado y diputado de Junts)
- Joan Matamala (empresari) (persona cercana a Carles Puigdemont)
- Joan Ramon Casals (exdiputado del Parlament por Junts, exdirector de la oficina del president Torra)
- Joaquim Jubert (diputado de Junts en el Parlament)
- Joaquim Torra (presidente de la Generalidad 2018-2020)
- Jon Iñarritu (diputado de EH Bildu en el Congreso)
- Jordi Baylina (desarrollador)
- Jordi Bosch (exdirectivo de Òmnium Cultural)
- Jordi Domingo (miembro de la ANC)
- Jordi Sànchez (expresidente de la ANC y secretario general de Junts)
- Jordi Solé (eurodiputado de ERC)
- Josep Costa (exvicepresidente del Parlament)
- Josep Lluís Alay (director de la Oficina de Carles Puigdemont)
- Josep Maria Ganyet (empresario y profesor en la UPF)
- Josep Maria Jové (diputado de ERC en el Parlament y exsecretario general de la vicepresidència d'Economia)
- Josep Rius (vicepresidente y portavoz de Junts, diputado en el Parlament)
- Laura Borràs (presidenta del Parlament)
- Marc Solsona (exdiputado del PDeCAT en el Parlament)
- Marcel Mauri (exvicepresidente de Òmnium Cultural)
- Marcela Topor (periodista y pareja de Carles Puigdemont)
- Maria Cinta Cid (consultora sénior Hospital Clínic, profesora y doctora, madre de Elies Campo Cid)[29]
- Marta Pascal (secretária general del Partit Nacionalista de Catalunya)
- Marta Rovira (secretária general de ERC)
- Meritxell Bonet (periodista y pareja de Jordi Cuixart)
- Meritxell Budó (exconsellera de la Presidència)
- Meritxell Serret (diputada de ERC en el Parlament)
- Miriam Nogueras (diputada de Junts en el Congreso)
- Oriol Sagrera (secretario general d'Empresa i Treball, ERC)
- Pau Escrich (desarrollador)
- Pere Aragonès (presidente de la Generalidad)
- Pol Cruz (asistente parlamentario en el Parlamento Europeo)
- Roger Torrent (presidente del Parlament 2018-2020, conseller de Empresa i Treball)
- Sergi Miquel (diputado del PDeCAT en el Congreso, Consell per la República)
- Sergi Sabrià (Director de la Oficina d'Estrategia i Comunicació del govern, exdiputado de ERC en el Parlament)
- Sònia Urpí (miembro de la ANC)
- Xavier Vendrell (ex conseller y exdiputado de ERC en el Parlament)
- Xavier Vives (desarrollador)